# Joseph ibn Tzaddik
Joseph ibn Tzaddik, transcrit aussi Joseph ibn-Çaddik, est un rabbin, poète et théologien andalou né vers 1075 et mort en 1149. Talmudiste réputé, il est nommé en 1138 dayyan (juge rabbinique) à Cordoue, fonction qu'il partage avec Maïmon, le père de Maïmonide, jusqu'à sa mort. Joseph est aussi un poète doué, comme en témoigne al-Harizi. Plusieurs des poèmes religieux de Joseph se trouvent dans le Mahzor africain et séfarade ; un poème adressé à Judah ha-Levi, lors de sa visite à Cordoue, sur la route de la Palestine, est inclus dans le diwan de ce dernier.

## Le microcosme
La réputation de Joseph ne repose cependant ni sur son érudition rabbinique ni ses compétences poétiques, mais sur son activité dans le domaine de la philosophie religieuse. ans un court traité rédigé en arabe (dont le titre était probablement Al-ʿAlam al-Saghir, « le petit monde ») et, selon Moritz Steinschneider, traduit en hébreu par Nahum ha-Ma'arabi (en) sous le titre ʿOlâm Katân (« Le microcosme »), il expose ses opinions sur les principales questions de théologie. Bien qu'il ne soit pas un penseur original (chaque partie de son système emprunte largement à la Fons vitæ de Salomon Ibn-Gabirol), il se montre parfaitement familier de la littérature philosophique et scientifique des Arabes, et il impose la marque de sa propre personnalité sur les sujets qu'il aborde. Le Olam katan comporte quatre divisions, divisées à leur tour en sections. Après avoir exposé les principes élémentaires de la connaissance de Dieu, dont l'acquisition est le plus haut devoir de tout homme, et avoir expliqué comment l'âme humaine élabore sa conception des choses, Joseph traite, à la manière des péripatéticiens arabes, de la matière et de la forme, de la substance et des accidents, et de la composition des différentes parties de l'univers. Il conclut la première division avec l'idée centrale dont le livre est le développement, à savoir la comparaison entre le monde extérieur (macroscosme) et l'individu humain (microcosme), déjà évoquée par Platon (Timée, 47b) et largement développée par les encyclopédistes arabes connus sous le nom de Frères de la Pureté, qui ont fortement influencé Joseph.
La conception des plus hautes vérités ne peut être atteinte par l'homme que grâce à l'étude de soi-même, car il renferme en soi-même le monde extérieur. Joseph consacre par conséquent la deuxième partie de son ouvrage à l'étude de l'homme, d'un point de vue physique et psychologique. Il n'y a rien dans l'univers, dit-il, dont on ne trouve l'équivalent dans l'homme. On découvre dans l'individu les quatre éléments et leurs caractéristiques ; car il passe par le chaud et le froid, l'humide et le sec. Il participe de la nature des minéraux, des végétaux et des animaux : il vient à l'être et disparaît comme les minéraux ; il se nourrit et se reproduit comme les plantes ; il est doué de sensibilité et de vie comme les animaux. En outre, il présente des analogies avec les propriétés des choses : sa posture debout le rend semblable au térébinthe ; sa chevelure évoque l'herbe et la végétation ; ses veines et ses artères des rivières et des canaux ; et son ossature les montagnes. Il possède les caractères des animaux : il est brave comme le lion, craintif comme le lièvre, patient comme un agneau, et rusé comme le renard.
Après le point de vue physique, Joseph continue pour s'occuper du point de vue psychologique. L'homme, dit-il, est composé de trois âmes, végétative, animale et rationnelle. Parmi elles, l'âme rationnelle est supérieure en qualité : elle est une substance spirituelle ; ses accidents sont également spirituels, comme par exemple, la conception, la justice, la bienveillance, etc. La bêtise, l'injustice, la malice, etc., ne sont pas des accidents, mais la négation des accidents correspondants. 
Par conséquent, de la connaissance de son propre être physique, l'homme dérive sa conception du monde matériel ; de celle de son âme, il acquiert sa compréhension du monde spirituel ; et les deux jointes le conduisent à la connaissance de son Créateur.

## Théologie
La troisième partie du livre traite de la doctrine de Dieu, des attributs divins, et d'autres problèmes théologiques. Comme Saadia Gaon et Bahya ibn Paquda, bien que de manière plus précise et plus systématique, Joseph démontre que le monde est créé (ce qui implique l'existence d'un Créateur) du fait de sa finitude. Il critique la théorie des mutakallimin (telle qu'elle est exposée dans le Machkimat Peti de Joseph ha-Ro'eh), qui affirme que le monde est produit par la volonté créée de Dieu. Pour lui, la volonté de Dieu existe de toute éternité et ne peut être séparée de l'essence de Dieu. Il affirme que la Création a lieu hors du temps, et qu'avant la genèse des sphères célestes, le temps n'existe pas.
De l'idée de l'existence de Dieu découle celle de son unicité ; car supposer une pluralité dans son essence annulerait l'idée de son existence. Ce que l'unité est aux autres nombres - elle les forme et les englobe, tout en étant différente d'eux par essence -, Dieu l'est aux êtres créés. La théorie des attributs divins est liée à celle de l'unicité de Dieu. Ici Joseph est en avance sur ses prédécesseurs Saadia Gaon et Bahya ibn Paquda ; et, comme Maïmonide, il conclut qu'aucun attribut affirmatif, qu'il soit essentiel ou non, ne peut être prêté à Dieu, qui est indéfinissable.

## Éthique
Les quatre divisions traitent des devoirs de l'homme, de la récompense et du châtiment, et de la résurrection. L'homme doit servir Dieu de tout son cœur, et appliquer tous ses préceptes, bien que, en raison des limites de son intellect, la raison de certains d'entre eux puisse lui échapper. Avec Platon, Joseph affirme que l'homme a le devoir de connaître trois choses : (1) il y a un Créateur qui protège et dispose de toute chose ; (2) rien n'échappe à Sa connaissance ; (3) l'homme ne peut gagner la faveur de Dieu par des sacrifices, mais seulement par les bonnes œuvres. Joseph affirme le libre arbitre, sans lequel il ne peut y avoir de châtiment ni de récompense ; et il suit Saadia Gaon quant à la solution du problème de la prescience de Dieu. L'inégalité dans la distribution des biens terrestres, le caractère transitoire du monde, la relativité du bonheur procuré par les biens matériels, sont pour Joseph autant de preuves que la récompense et le châtiment ne peuvent avoir lieu que dans l'autre monde. Il argumente contre l'idée de résurrection des corps. Bien qu'on ne puisse le compter au nombre des mutazilites, Joseph admet un certain nombre de leurs opinions et théories (Schreiner, Der Kalam, p. 27).

## Diffusion duOlam Katan
Le Olam Katan a été peu étudié au Moyen Age, et est rarement cité. Bien qu'ayant une forte dette à l'égard de Joseph, Maïmonide, dans sa lettre à Samuel ibn Tibbon (Pe'er ha-Dor, p. 28b), reconnaît qu'il n'a jamais vu le livre dans lequel, croit-il, sont exposés les enseignements des Frères de la Pureté. Le Olam Katan  est cité par David Kimhi, Jedaiah Bedersi, Meir ibn Aldabi (en), Isaac ibn Latif, et par l'auteur du Ma'amar Haskel. Il a été édité pour la première fois par Adolf Jellinek (en) à Leipzig en 1854. Une édition critique a été publiée par S. Horovitz dans Jahresbericht des Jüd.-Theol. Seminars, Breslau, 1903.
Joseph est en outre l'auteur d'un livre arabe de logique, qui porte le titre Al-'Uyun wa l-Mudhakarat, cité dans le Olam Katan.

## References
- (en) Cet article est partiellement ou en totalité issu de l’article de Wikipédia en anglais intitulé « Joseph ibn Tzaddik » (voir la liste des auteurs).
- Abraham ibn Daud, Sefer ha-Ḳabbalah, éd. Amsterdam, p. 47b
- Zacuto, Sefer ha-Yuḥasin, éd. Filipowski, p. 220; Orient, Lit. ix. 283
- Adolf Jellinek, in Kerem Ḥemed, viii. 93
- Beer, Philosophie und Philosophische Schriftsteller der Juden, p. 70 ;
- idem, in Monatsschrift, iii. 159 et seq.
- Zunz, Literaturgesch. p. 216;
- Sachs, Religiöse Poesie der Juden in Spanien, p. 289;
- Leopold Weinberg, Der Mikrokosmos, Breslau, 1888;
- Kaufmann, Attributenlehre, pp. 255 et seq.;
- Eisler, in Centralblatt, vi. 153;
- Moritz Steinschneider, Hebr. Uebers. p. 997;
- idem, Die Arabische Literatur der Juden, § 102;
- Max Doctor, Die Philosophie der Joseph [ibn] Zaddik, Münster, 1895.

 Cet article contient des extraits de l'article « Joseph ben Jacob ibn Zaddik » de la Jewish Encyclopedia de 1901–1906 dont le contenu se trouve dans le domaine public.

## Liens
- Notices d'autorité :   - VIAF
  - ISNI
  - IdRef
  - LCCN
  - GND
  - Pays-Bas
  - Israël
  - Catalogne
  - Vatican
  - Tchéquie
  - WorldCat